# Seggiano (Włochy)
Seggiano – miejscowość i gmina we Włoszech, w regionie Toskania, w prowincji Grosseto.
Według danych na rok 2004 gminę zamieszkiwały 953 osoby, 19,4 os./km².